# Aloe macra
Aloe macra es una especie de planta suculenta de  aloe. Es endémica de Isla Reunión.

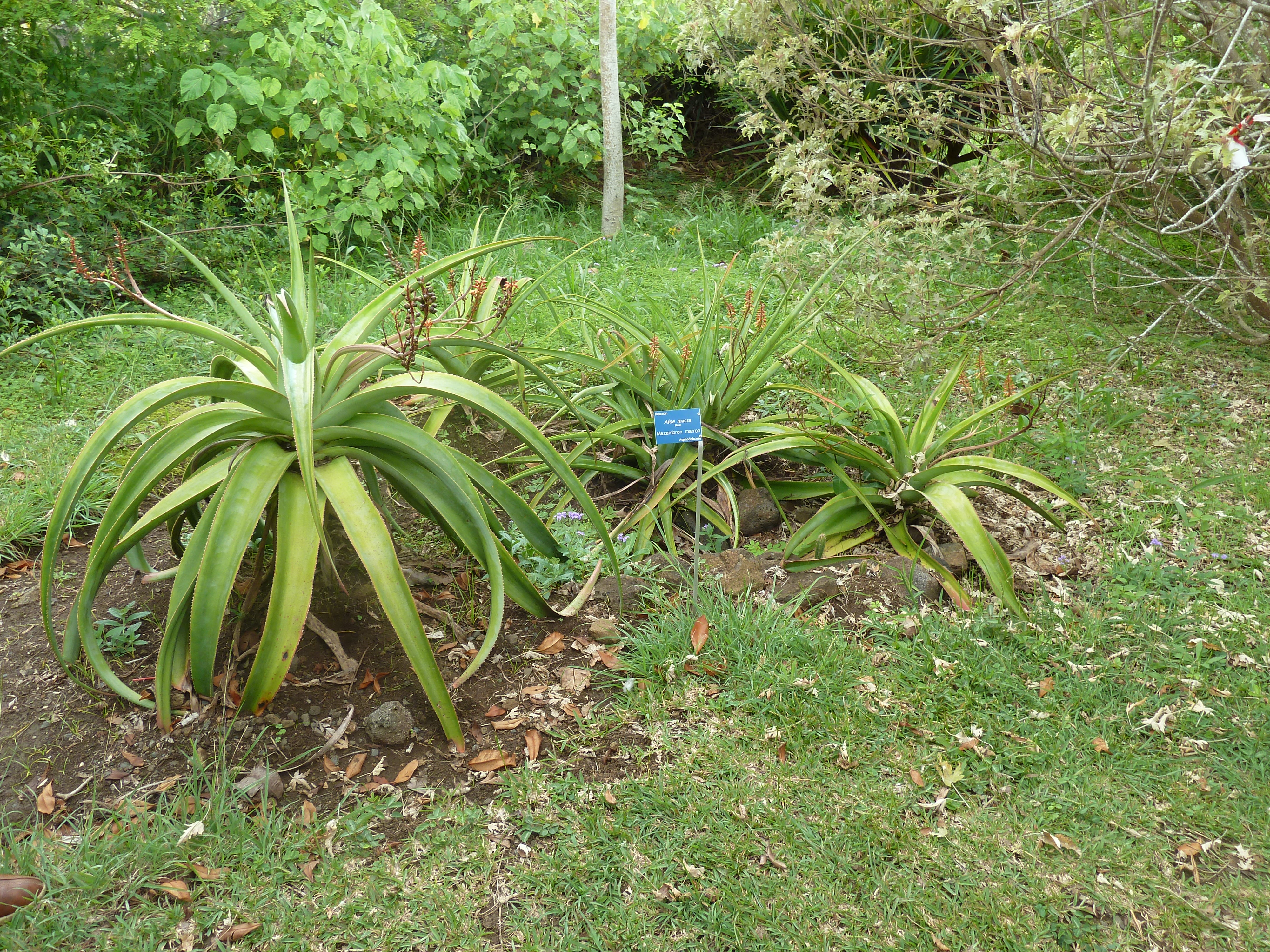
Vista de la planta

## Descripción
Aloe macra con tallo erecto que alcanza hasta 30 centímetros de largo. Las entre once y cincuenta hojas en forma de espada estrechas forman rosetas. La lámina de la hoja es de color verde de 30 a 35 cm de largo y 3 cm de ancho con pequeños dientes rojos en los márgenes. La inflorescencia es simple y consiste en una rama y alcanza una longitud de 30 centímetros.  Las brácteas lanceoladas tiene una longitud de unos 3 milímetros. Las flores son rojizo-anaranjadas y de color amarillo la parte superior. Midene 13 a 14 milímetros de largo. Los estambres no sobresalen fuera de la flor.

## Taxonomía
Aloe macra fue descrita por Adrian Hardy Haworth y publicado en Supplementum Plantarum Succulentarum... 45, en el año 1819.
Etimología
Ver: Aloe
macra: epíteto latino que significa "delgado", en referencia a sus troncos delgados.
Sinonimia
- Lomatophyllum macrum (Haw.) Salm-Dyck ex Schult. & Schult.f.
- Phylloma macrum (Haw.) Sweet[4]